# Helena du Royaume-Uni
Signature
Helena du Royaume-Uni, née au palais de Buckingham à Londres le 25 mai 1846 et décédée à Schomberg House dans la même ville le 9 juin 1923, est un membre de la famille royale britannique, devenue par mariage princesse de Schleswig-Holstein-Sonderbourg-Augustenbourg.
Elle est le cinquième enfant et la troisième fille de la reine Victoria du Royaume-Uni et du prince consort Albert de Saxe-Cobourg-Gotha.
Helena reçoit l'enseignement de tuteurs privés choisis par son père et son proche conseiller, le baron Stockmar. Elle passe son enfance avec ses parents, entre les différentes résidences royales en Angleterre. L'atmosphère intimiste de la cour royale prend fin le 14 décembre 1861, quand son père décède et que sa mère entre dans une période de deuil profond. Au début des années 1860, Helena entretient une relation amoureuse avec le bibliothécaire allemand du prince Albert, Carl Ruland. Bien que le fait que la nature exacte de leur relation soit largement méconnue, les lettres d'amour d'Helena à Ruland se multiplient. Lorsque la reine le découvre en 1863, elle renvoie Ruland qui rentre dans son Allemagne natale. Trois ans plus tard, le 5 juillet 1866, Helena épouse le prince Christian de Schleswig-Holstein, alors ruiné. Le couple réside en Angleterre, près de la reine qui aime avoir ses filles auprès d'elle. Helena devient, avec sa sœur cadette la princesse Béatrice, secrétaire non officielle de la reine. Mais à la mort de la reine Victoria le 22 janvier 1901, Helena ne fréquente que très peu ses frères et sœurs, dont le roi Édouard VII.
Helena est le membre le plus actif de la famille royale, menant un programme intensif d'actions caritatives. À la tête de nombreuses œuvres caritatives, elle est l'un des membres fondateurs de la Croix-Rouge britannique. Elle est également la présidente fondatrice de la Royal School of Needlework et la présidente de la Workhouse Infirmary Nursing Association et de la Royal British Nurses' Association. En tant que présidente de ces dernières associations, elle est un solide soutien à la reconnaissance des infirmières, et s'oppose ainsi à Florence Nightingale. En 1916, elle devient le premier membre de sa famille à célébrer son cinquantième anniversaire de mariage ; son mari décède une année seulement après. Helena lui survit six années durant, et meurt le 9 juin 1923 à l'âge de 77 ans.

## Enfance

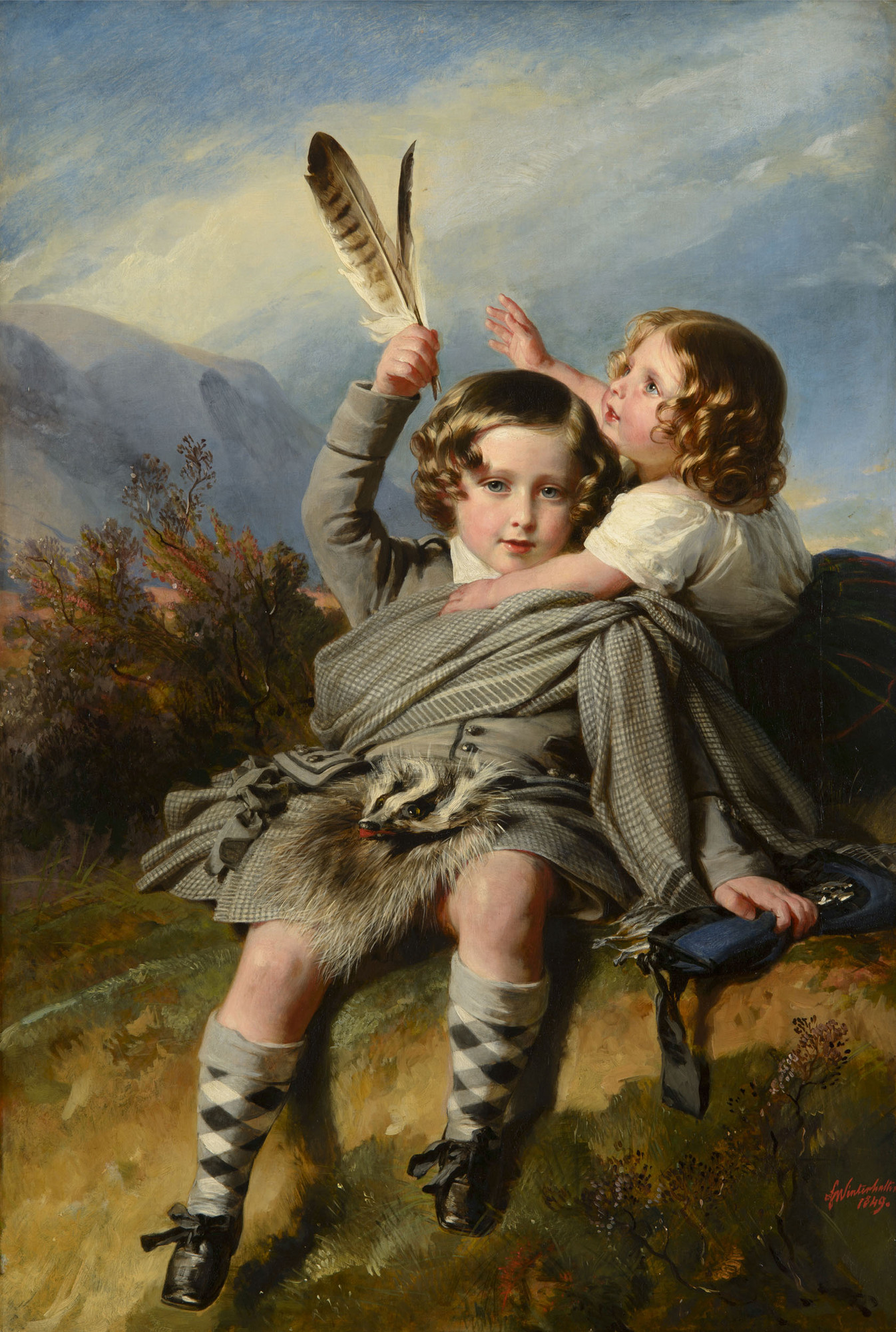
La princesse et son frère le prince Alfred en 1849 par Franz Xaver Winterhalter.

Helena naît à Buckingham Palace le 25 mai 1846, le lendemain du vingt-septième anniversaire de sa mère. Cinquième enfant et troisième fille de la reine Victoria du Royaume-Uni et du prince Albert de Saxe-Cobourg-Gotha, elle est la sœur cadette de Victoria du Royaume-Uni, d'Édouard VII, d'Alice du Royaume-Uni et d'Alfred de Saxe-Cobourg-Gotha, et la sœur aînée de Louise du Royaume-Uni, d'Arthur de Connaught, de Léopold d'Albany et de Béatrice du Royaume-Uni. Albert confie à son frère le duc Ernest II de Saxe-Cobourg-Gotha qu'« Helena est née la peau bleutée, mais qu'elle se porte mieux à présent ». Il ajoute que la reine « a longtemps et davantage souffert que pour ses accouchements précédents et devra se reposer longuement afin de s'en remettre ». Albert et Victoria choisissent les prénoms Helena Augusta Victoria. Le surnom allemand pour Helena est Helenchen, plus tard raccourci pour Lechen, surnom par lequel les membres de la famille royale appellent Helena. En tant que fille de souveraine, Helena hérite à sa naissance du prédicat d'Altesse Royale.
Helena est baptisée le 25 juin 1846 en la chapelle privée de Buckingham Palace. Ses parrains et marraines sont le cousin par alliance de la reine Frédéric-Guillaume de Mecklembourg-Strelitz, la duchesse d'Orléans Hélène de Mecklembourg-Schwerin et sa grand-tante la duchesse de Cambridge Augusta de Hesse-Cassel.

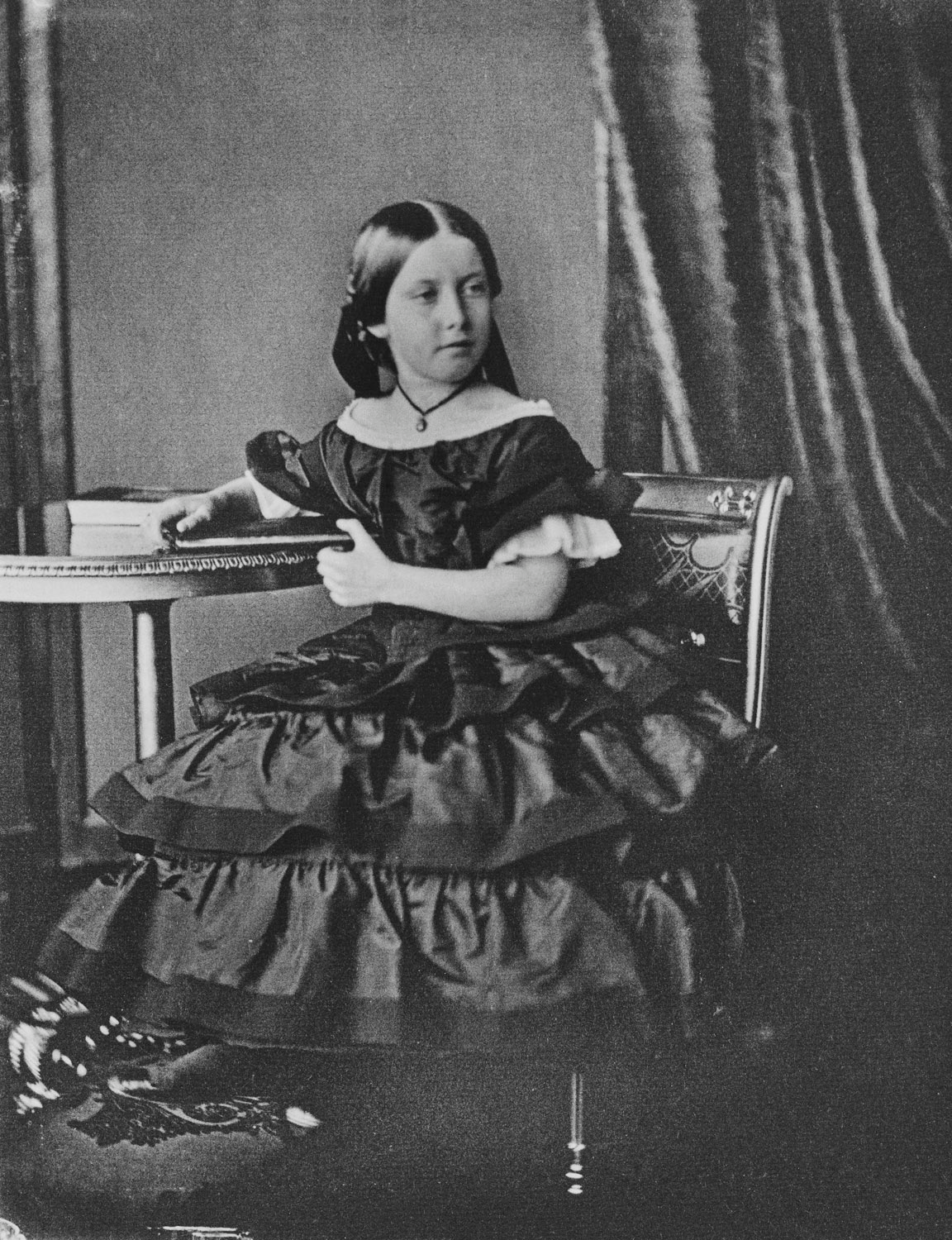
La princesse Helena en 1856.

Enfant vive et peu timide, Helena révèle rapidement son fort caractère, en répondant notamment par des coups de poing aux taquineries de ses frères et sœurs.
Très jeune, elle montre un certain talent pour le dessin, aptitude que Lady Augusta Stanley, une dame d'honneur de la reine, ne manque pas de souligner. Tout comme ses sœurs, elle pratique dès son plus jeune âge le piano, et ce à haut niveau. Ses autres intérêts se portent sur les sciences et technologies, qu'elle partage d'ailleurs avec son père, ainsi que sur l'équitation et la navigation. Son talent est néanmoins effacé au profit de celui de ses sœurs, à la fibre artistique plus éveillée que la sienne.
Le père d'Helena décède le 14 décembre 1861. La reine Victoria, dévastée, décide de quitter le château de Windsor pour Osborne House, la résidence estivale de la famille royale située à l'est d'East Cowes sur l'île de Wight. Le chagrin d'Helena est également profond et elle écrit ceci à une amie, un mois après le décès de son père :  « Ce que nous avons perdu ne pourra jamais être remplacé, et notre chagrin est très très immense… J'adorais Papa, je l'aimais plus que tout au monde, sa parole était sacrée, et il était mon soutien et mon conseiller… C'étaient les plus belles années de ma vie mais désormais tout est terminé. ».
La reine compte sur sa deuxième fille la plus âgée, la princesse Alice, pour jouer le rôle de secrétaire non officielle. Alice éprouve le besoin d'être assistée et malgré sa position de troisième fille, Helena ne se voit pas accorder ce rôle, car elle est considérée comme peu fiable et trop émotive par sa mère. C'est ainsi que Louise est choisie pour remplir cette tâche. Ce n'est qu'après le mariage d'Alice avec le prince Louis de Hesse en 1862 qu'Helena hérite de ce rôle, qualifié de « bâton de vieillesse » par un biographe, aux côtés de sa mère. Elle se voit confier des tâches mineures de secrétariat comme la rédaction de la correspondance politique de la souveraine, et lui tient compagnie.

## Mariage

### Fiançailles et controverses

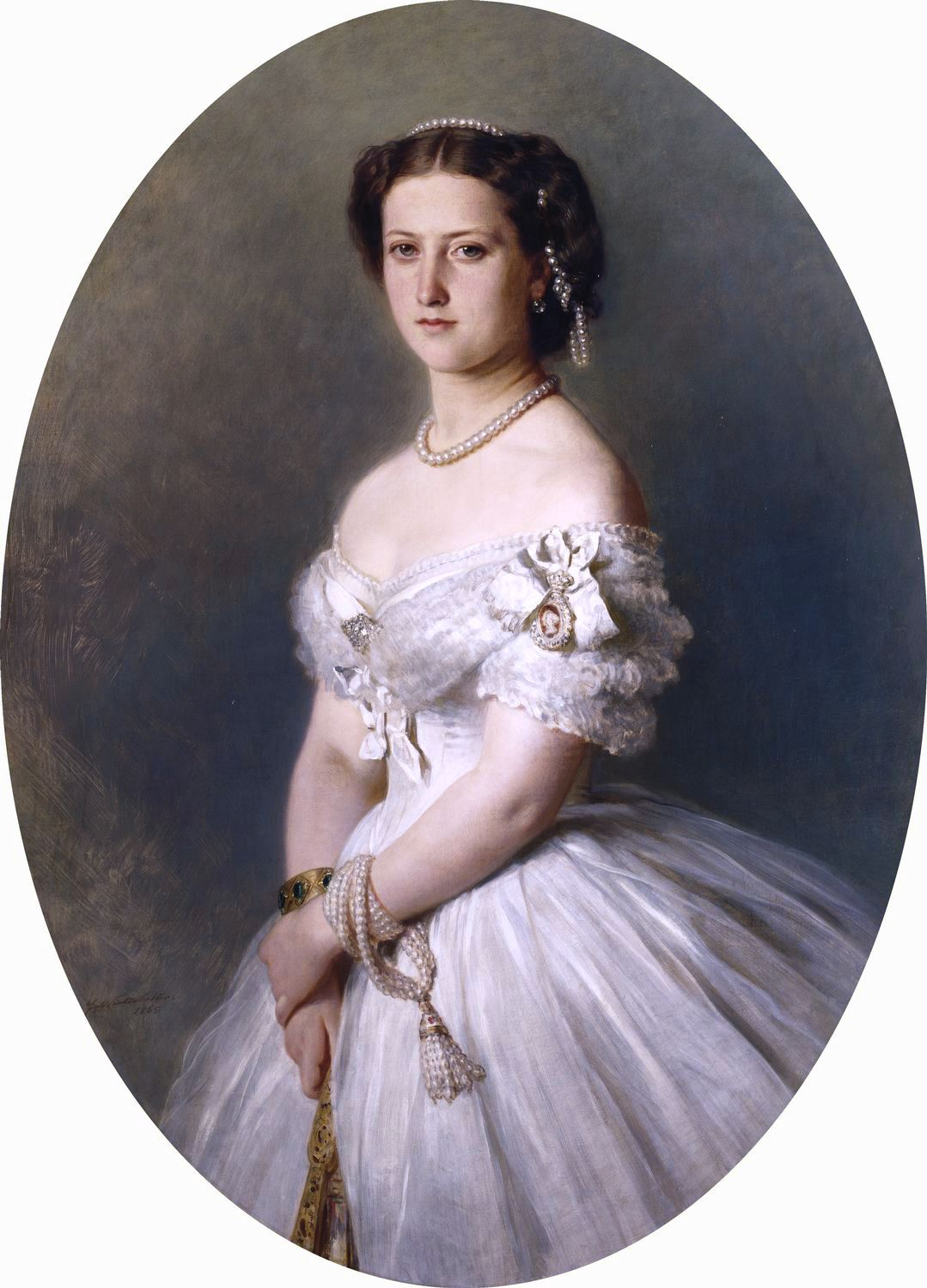
La princesse Helena en 1865 par Franz Xaver Winterhalter.

La princesse Helena développe des sentiments amoureux pour le bibliothécaire de son père, Carl Ruland, après une visite de ce dernier à la famille royale sur les conseils du baron Stockmar en 1859. On le charge d'enseigner l'allemand au frère d'Helena, le futur Édouard VII. Il est décrit par la reine comme « utile et capable ». Quand la reine découvre qu'Helena entretient une relation sentimentale avec un serviteur royal, ce dernier est aussitôt renvoyé dans son Allemagne natale. Il ne recouvra jamais la bienveillance ni même la considération de la reine.
Après le départ de Ruland en 1863, la reine se lance à la recherche d'un époux pour Helena. Néanmoins, en tant que troisième fille, la perspective d'un mariage arrangé avec un descendant d'une autre puissante famille royale européenne est faible. Son apparence physique ne semble pas aider non plus : à 15 ans, elle est décrite par son biographe comme ronde, dodue et avec un double menton. En outre, Victoria insiste pour que le futur couple demeure à ses côtés, voulant maintenir ses filles proches d'elle. Son choix se porte donc sur le prince Christian de Schleswig-Holstein, ce qui est politiquement délicat et cause une importante rupture au sein même de la famille royale.
En effet, les duchés de Schleswig et d'Holstein ont combattu contre la Prusse et le Danemark durant la guerre des Duchés. La Prusse et l'Autriche vainquent le Danemark mais les duchés sont revendiqués par l'Autriche. À l'issue de la guerre austro-prussienne de 1866, où la Prusse envahit et occupe les duchés, ces derniers deviennent prussiens. Le titre de duc de Schleswig-Holstein est néanmoins toujours revendiqué par la famille du prince Christian.

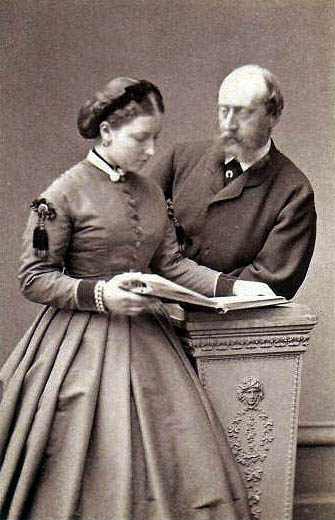
Photographie officielle des fiançailles de la princesse Helena et du prince Christian en 1865.

Ainsi, l'union d'Helena avec le prince Christian scandalise la princesse de Galles Alexandra de Danemark, fille du roi Christian IX du Danemark, qui affirme que « ces duchés appartiennent à Papa ». Alexandra se voit soutenue par son mari, par le prince Alfred, ainsi que par la princesse Alice qui accuse ouvertement sa mère de sacrifier le bonheur d'Helena au profit de ses « commodités ». Alice avance également l'argument selon lequel cela porterait préjudice à la popularité déjà fragile de leur sœur la princesse héritière de Prusse Victoria à la cour berlinoise. Étonnamment, la princesse, proche amie de longue date de la famille de Christian, soutient ardemment cette alliance.
En dépit des controverses politiques, de leurs liens du sang, ils sont en effet cousins au troisième degré, et de leurs quinze années de différence d'âge, Helena semble heureuse aux côtés de Christian et est déterminée à l'épouser. En tant que fils cadet d'un duc non souverain, l'absence d'obligations lui permet de résider de manière permanente en Angleterre, ce qui ravit la reine. Cette dernière confirme donc leur mariage et les fiançailles sont annoncées le 5 décembre 1865.
Les relations entre Alexandra et Helena demeurent tendues et Alexandra n'est pas prête à accepter Christian comme beau-frère. La reine ne lui pardonnera jamais ses accusations de possessivité, et écrit à propos de son fils et de sa belle-fille quelque temps après : « Bertie est très affectueux et gentil, mais Alix n'est en aucun cas ce qu'elle devrait être. Il faudra longtemps, voire jamais, avant qu'elle ne regagne ma confiance. ».

### Cérémonie

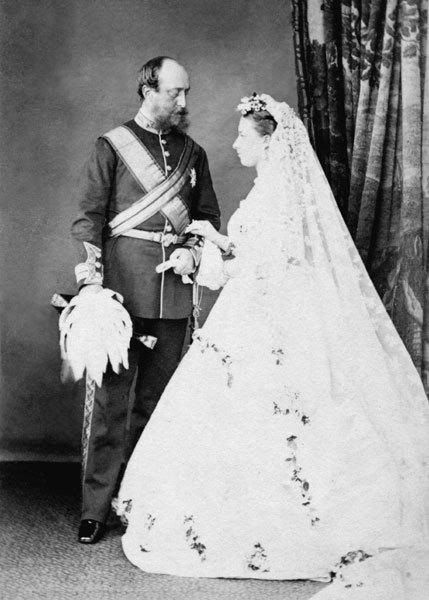
La princesse Helena et le prince Christian le jour de leur mariage.

La cérémonie se déroule le 5 juillet 1866 au château de Windsor, et malgré le refus initial du prince de Galles d'y assister, grâce à l'intervention de la princesse Alice, le mariage se déroule dans la joie. La reine parvient à égayer sa traditionnelle robe noire de deuil, s'enveloppant d'une traîne blanche. Les principaux invités du mariage emplissent la chapelle sur l'air de la Marche triomphale de Beethoven créant ainsi un spectacle dont la seule ombre au tableau sera la disparition soudaine du prince George, duc de Cambridge, pris d'une crise de goutte aiguë. Christian entre dans la chapelle accompagné de ses deux témoins, les princes Édouard de Saxe-Weimar-Eisenach et Frédéric de Schleswig-Holstein. Helena, quant à elle, est accompagnée de sa mère qui l'escorte jusqu'à l'autel en compagnie du prince de Galles et de huit demoiselles d'honneur. Christian paraît plus vieux qu'il ne l'est en réalité et un des invités déclare qu'Helena semble épouser un vieil oncle. En effet, lorsqu'il a été invité en Angleterre, il supposait qu'il l'était pour devenir le nouvel époux de la reine. Le couple passe sa nuit de noces à Osborne House et sa lune de miel à Paris, Interlaken et Gênes.

### Vie maritale
Helena et Christian sont dévoués l'un à l'autre. Ils mènent une vie discrète, en comparaison de celles des sœurs d'Helena. À l'issue de leur union, ils s'installent au Cumberland Lodge dans le Grand Parc de Windsor. Lorsqu'ils sont à Londres, ils occupent la suite belge de Buckingham Palace. Le couple donne naissance à six enfants :
- Christian-Victor de Schleswig-Holstein (14 août 1867 - 29 octobre 1900) ;
- Albert de Schleswig-Holstein (28 février 1869 - 13 mars 1931) ;
- Hélène-Victoria de Schleswig-Holstein (3 mai 1870 - 13 mars 1948) ;
- Marie-Louise de Schleswig-Holstein (12 août 1872 - 8 décembre 1956), mariée au prince Aribert d'Anhalt ;
- Harald de Schleswig-Holstein (12 mai - 20 mai 1876) ;
- un fils mort-né (7 mai 1877).

La princesse Louise commande au sculpteur français Jules Dalou un monument en la mémoire des deux fils cadets d'Helena.
Le couple touche une rente parlementaire annuelle de 6 000 £ par an, exigée par la reine en personne. En plus de cela, une dot de 30 000 £ est convenue. La reine verse également au couple la somme de 100 000 £, donnant lieu à des intérêts de l'ordre d'environ 4 000 £ par an.
En plus d'être titré Ranger du Parc de Windsor, Christian se voit attribuer la position honoraire de High Steward de Windsor, et est fait membre de la Commission royale de la Grande Exposition de 1851. Il est néanmoins peu présent lors des réunions et manque à ses obligations, préférant occuper son temps à jouer avec son chien Corrie, à nourrir ses nombreux pigeons et à participer à des parties de chasse.

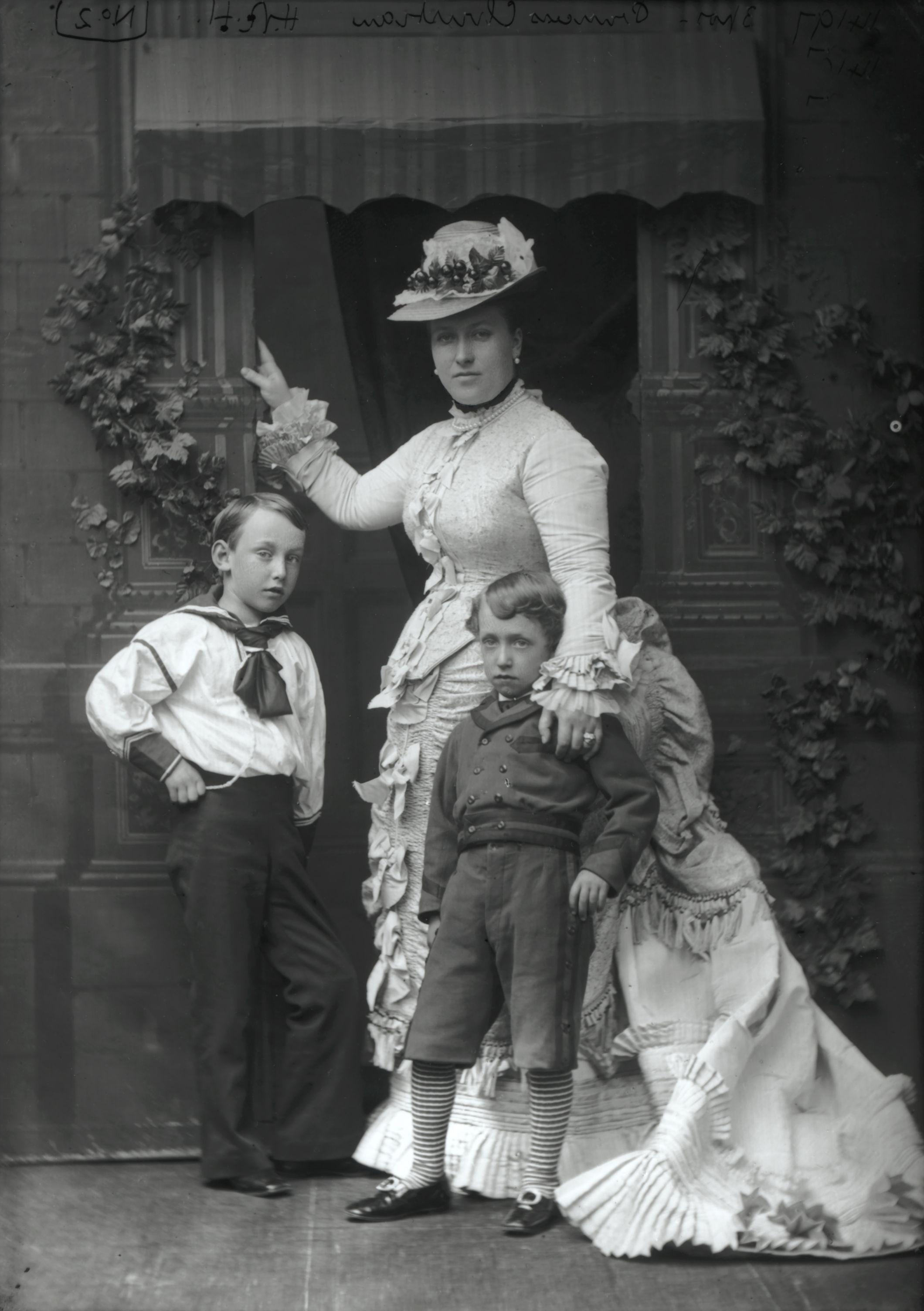
La princesse Helena et ses fils aînés.

Helena, comme promis, vit proche de sa mère et, tout comme Béatrice, travaille pour le compte de cette dernière. Béatrice, que Victoria a formée pour occuper un rôle majeur à ses côtés, se voit confier les tâches les plus importantes. Helena est responsable des plus minimes dont Béatrice n'a pas le temps de s'occuper. Les dernières années, Helena est assistée par sa fille célibataire, Hélène-Victoria, qui sera scribe pour sa mère : la reine Victoria lui dictera son journal dans les derniers mois de sa vie.
La santé d'Helena est faible et elle est dépendante à l'opium et au laudanum. Malgré cela, la reine ne la croit pas réellement malade, l'accusant d'hypocondrie encouragée par un mari trop indulgent. La reine Victoria écrit à sa fille Victoria, se plaignant qu'Helena est encline à « se dorloter (et Christian aussi) alors que le grand objectif de ses médecins et de son infirmière est de la réveiller et de moins la faire penser à d'elle-même et à son alitement ». Pourtant, toutes ses peurs ne relèvent pas de l'hypocondrie. En 1869, elle est contrainte d'annuler son voyage au château de Balmoral car elle est tombée malade à la gare. En 1870, elle souffre d'un important rhumatisme et de problèmes avec ses articulations. En juillet 1871, elle est sujette à des congestions pulmonaires, une maladie suffisamment sévère pour faire l'objet d'une circulaire officielle annonçant que sa maladie est « source de grande inquiétude pour les membres de la famille royale ». En 1873, elle doit se rendre en France en convalescence et, dans les années 1880, elle se rend en Allemagne afin de consulter un ophtalmologiste.

## Activités

### La cause des infirmières
Helena développe un vif intérêt pour les soins infirmiers et fonde le Comité des Demoiselles de la Croix-Rouge britannique en 1870, jouant le rôle de recruteur d'infirmières et organisant les équipes de secours au cours de la guerre franco-prussienne. Elle devient, par conséquent, présidente de l'Association des Infirmières d'Angleterre (RBNA) à sa création en 1887. En 1891, elle reçoit le préfixe « royale » et bénéficie dès l'année suivante d'une charte royale. Elle est une aide importante à la reconnaissance des infirmières, un problème de société relayé par des figures éminentes dont Florence Nightingale. Dans un des discours d'Helena de 1893, elle déclare que la RNBA tend à travailler à « l'amélioration de l'éducation et du statut des femmes dévouées, se sacrifiant pour soigner les malades, les souffrants et les mourants ». Dans la même allocution, elle alerte quant à l'opposition et la mauvaise représentation qu'elles rencontrent. Bien que la RBNA soit en faveur de l'enregistrement des infirmières comme un moyen de garantir et mettre en valeur les infirmières diplômées, son appartenance au Conseil Privé lui permet de conserver plutôt une liste qu'un registre formel des infirmières.
Après la mort de Victoria en 1901, la nouvelle reine, Alexandra, insiste pour remplacer Helena en tant que Présidente du Service des infirmières de l'armée. Cela donne lieu à une rupture supplémentaire entre elles, le roi Edouard VII étant coincé entre sa sœur et sa femme. Lady Robert, une dame de la cour, écrit à un ami « les problèmes sont souvent très difficiles et pas toujours agréables ». Néanmoins, et en accord avec la préséance, Helena accepte de démissionner en la faveur d'Alexandra et conserve sa présidence de l'Army Nursing Reserve. Bien que considérés comme artificiels, ces changements mènent Helena à l'exercice d'une autorité autocratique et efficace - « Si quelqu'un s'aventure à contester Son Altesse Royale, elle déclare simplement : cela est mon souhait et c'est suffisant ».
La RBNA disparaît progressivement au profit du Nurses Registration Act de 1919, après six tentatives infructueuses entre 1904 et 1918, le parlement britannique adopte le projet de loi permettant l'enregistrement formel des infirmières. En découlent la création du Royal College of Nursing (RCN) et la perte de pouvoir de la RNBA. Helena soutient la proposition d'association avec le nouvel RCN, ce qui se révèle malheureusement stérile lorsque le RNBA se retire des négociations.
Malgré tout, Helena demeure active dans les autres organisations d'infirmières et est présidente des branches de l'île de Wight, de Windsor et de la Great Western Railway du Très vénérable ordre de Saint-Jean. À ce poste, elle signe et présente personnellement plusieurs milliers de certificats de compétence en soins infirmiers.

### Couture

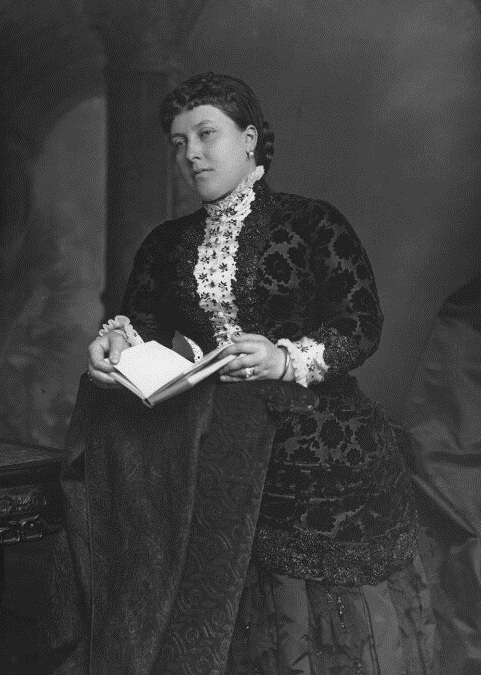
La princesse Helena en 1882.

Helena agit également en faveur de la promotion de la couture et devient la première présidente de la nouvelle School of Needlework en 1872 ; en 1876, cette dernière se voit octroyer le préfixe « royal » devenant ainsi la Royal School of Needlework. Selon les mots d'Helena, l'objectif de l'école est de « premièrement rétablir la beauté d'un art trop souvent oublié et, deuxièmement d'offrir une vie confortable à des demoiselles sans moyens ». Comme pour les autres organismes qu'elle préside, Helena est une présidente engagée et travaille activement à la préservation du niveau de l'école. Elle formule des demandes de subventions auprès des commissaires royaux. En 1895, par exemple, elle demande et obtient — notamment grâce à son statut — 30 000 £ pour la construction d'une école dans le South Kensington. Son statut royal contribue à la promotion de l'école, et elle y organise des réceptions le jeudi après-midi pour les dames de la haute société, qui veulent être vues en présence d'une personnalité royale. Lors du bazar de Noël, elle a la fonction de vendeuse en chef, générant de longues files d'attente de personnes désireuses d'être servies personnellement par elle.
Soucieuse d'aider les personnes en difficulté, les enfants et les chômeurs, elle commence à organiser des buffets gratuits au sein de l'hôtel de ville de Windsor. Au cours du rude hiver de 1886, aux mois de février et de mars, elle préside deux de ces réceptions et ce sont plus de 3 000 repas qui sont distribués aux enfants et aux personnes sans emploi. Ces différentes actions caritatives confèrent à Helena une certaine popularité et considération. C.W. Cooper, auteur contemporain, écrit que « les pauvres de Windsor l'idolâtrent ».

### Écrits
Parmi ses centres d'intérêts, Helena s'intéresse à l'écriture et notamment à la traduction. En 1867, lorsque la première biographie de son père est écrite par Sir Charles Grey, ce dernier déclare que les lettres du prince ont été traduites de l'allemand à l'anglais par Helena avec « une fidélité [au texte] surprenante ». En 1883, elle écrit la préface de la version anglaise d'un recueil de lettres écrites par sa défunte sœur la princesse Alice. De nombreuses autres traductions suivent et elle publie, en 1887, la traduction de Les Mémoires de Wilhelmine, Margravine de Beyreuth. Il est noté par le Saturday Review qu'Helena a écrit une version anglaise très vivante, avec une traduction solide et une grande fidélité dans l'esprit. Sa traduction finale, entreprise à partir de 1882, est une brochure allemande intitulée First Aid to the Injured, publiée à l'origine par son beau-frère. Elle est rééditée plusieurs fois jusqu'en 1906.

## Époque édouardienne

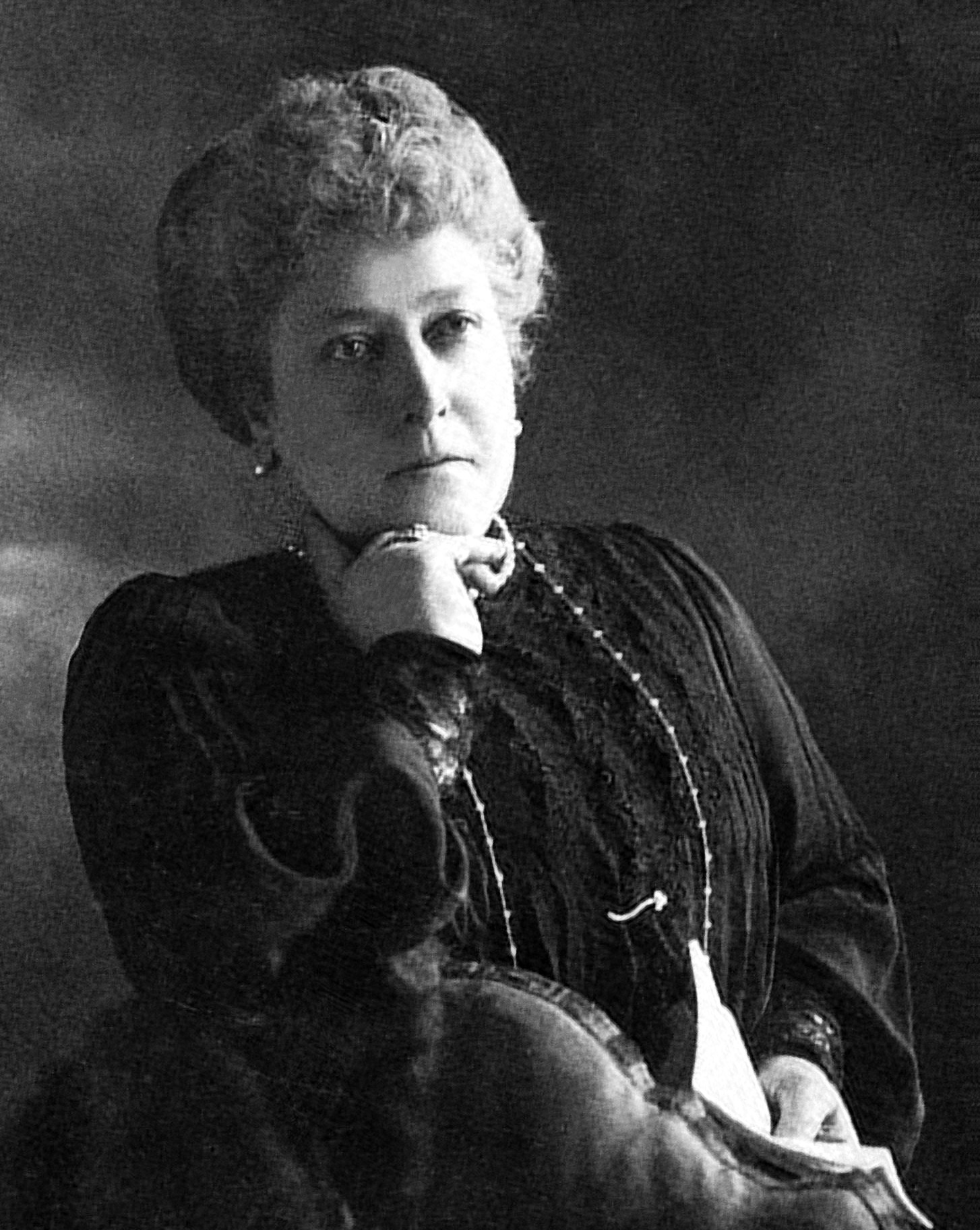
La princesse Helena vers 1910.

Le fils favori d'Helena, le prince Christian-Victor, meurt en 1900 de la malaria qu'il a contracté au combat lors de la seconde guerre des Boers, suivi de peu par la reine Victoria qui disparaît le 22 janvier 1901. Le nouveau roi Édouard VII n'entretient pas de proches relations avec ses sœurs à l'exception de la princesse Louise. Le neveu d'Helena, le prince Alexandre de Battenberg, se souvient que la reine Alexandra est envieuse de la famille royale et n'invite pas ses belles-sœurs à Sandringham House. Cette dernière ne se réconciliera d'ailleurs jamais avec Helena et Christian à l'issue des controverses quant à leur union.
Helena fréquente donc peu ses frères et sœurs mais contribue au rayonnement de la famille royale au travers des œuvres de charité dont elle s'occupe. Avec Christian, le couple mène une vie paisible et pourtant très occupée. Le couple représente ainsi le roi lors des célébrations des noces d'argent du Kaiser Guillaume II, le neveu d'Helena, et d'Augusta-Victoria de Schleswig-Holstein-Sonderbourg-Augustenbourg, la nièce de Christian, en 1906.
Au cours de cette période, Helena visite la tombe de son fils Christian-Victor en Afrique du Sud. Elle y est accueillie par le Premier ministre Louis Botha, mais Jan Smuts refuse de la rencontrer, en partie parce qu'il n'accepte pas que l'Afrique du Sud ait perdu la guerre mais aussi parce que son fils est mort durant le conflit dans un camp britannique de prisonniers.
En 1902, le couple déménage à Schomberg House, sur Pall Mall, à Londres, dont la moitié fait maintenant partie du Oxford and Cambridge Club.

## Dernières années
Le roi Édouard VII meurt en 1910 et la Première Guerre mondiale éclate quatre ans après. Helena consacre son temps aux soins infirmiers et sa fille, Marie-Louise, note dans ses mémoires que beaucoup de demandes de nouvelles de proches sur le front parviennent à Helena et à ses sœurs. Il est décidé que les lettres seraient transmises à la princesse héritière de Suède Margaret de Connaught, ce pays étant neutre pendant la guerre. Helena et Christian célèbrent leurs noces d'or en 1916, et malgré le fait que la Grande-Bretagne et l'Allemagne soient en guerre, le Kaiser envoie un télégramme de félicitations à sa tante et à son oncle par l'intermédiaire de la princesse héritière de Suède. Le roi George V et Mary de Teck sont présents à la réception du télégramme, et le roi fait remarquer à Marie-Louise que son ancien mari, le prince Aribert d'Anhalt, lui a rendu un service en demandant le divorce en 1900. Lorsque Marie-Louise déclare qu'elle se serait enfuie en Grande-Bretagne si elle était encore mariée, le roi réplique, « les yeux pétillants », qu'il aurait alors dû l'interner. Le fils d'Helena, Albert, combat quant à lui aux côtés des Prussiens, bien qu'il indique clairement qu'il ne se battrait pas contre le pays de sa mère.

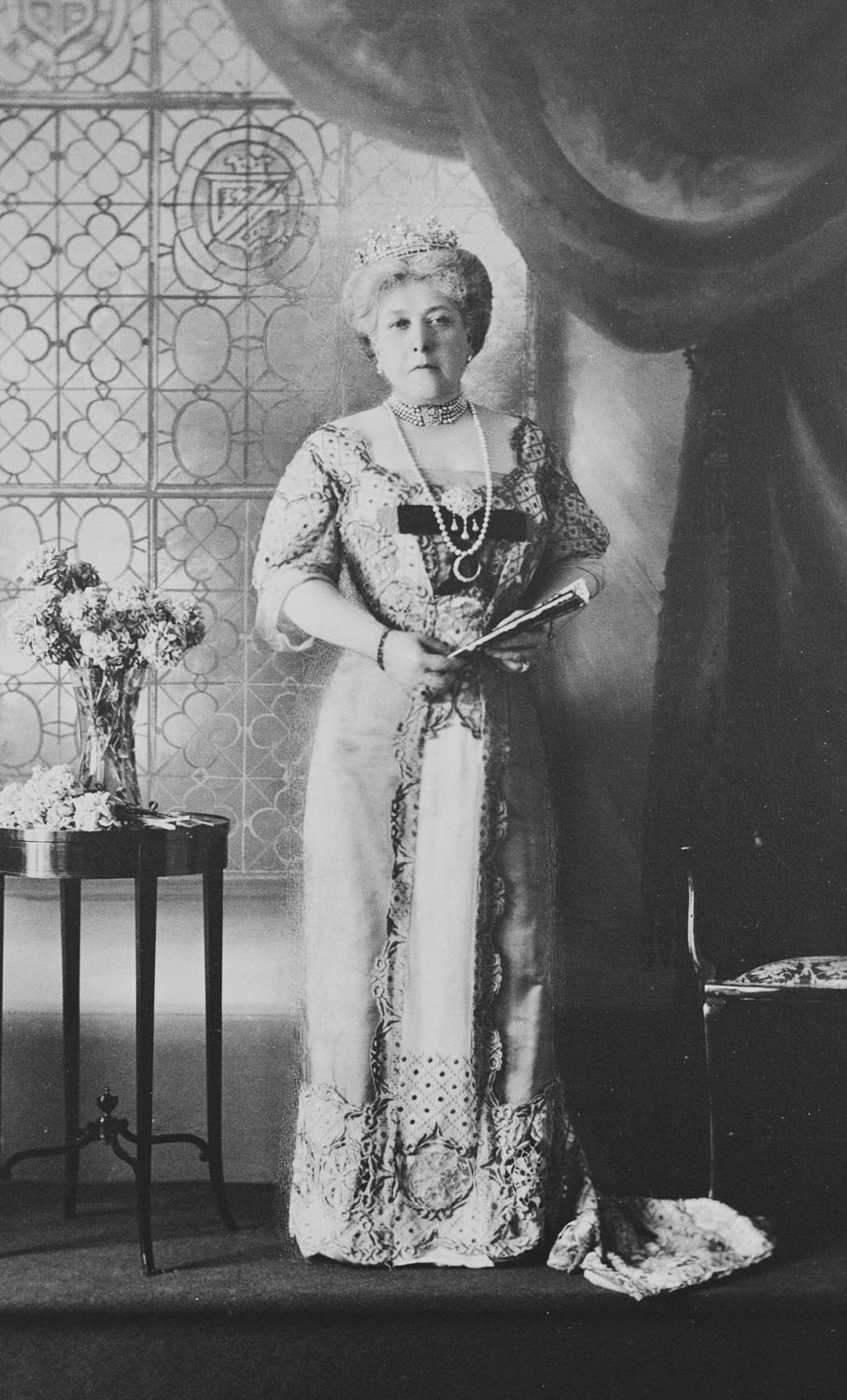
La princesse Helena en 1911.

En 1917, en réponse à la vague de sentiments anti-allemands, George V change le nom de la dynastie de Saxe-Cobourg-Gotha en Windsor. Il se débarrasse également des titres allemands de la famille, de sorte qu'Helena et ses filles sont désormais simplement appelées les princesses Christian, Helena-Victoria et Marie-Louise, sans désignation territoriale. La même année, le 28 octobre, le prince Christian meurt à Schomberg House. Les dernières années d'Helena sont passées à se disputer avec des huissiers, qui essaient de la chasser de Schomberg House et de Cumberland Lodge en raison des dépenses liées à leur entretien. Ils échouent, car la princesse démontre clairement son droit à vivre dans ces résidences à vie.
La princesse Helena meurt à Schomberg House le 9 juin 1923 à l'âge de 77 ans. Ses funérailles le 15 juin suivant, décrites comme une « cérémonie magnifiquement mise en scène » par son biographe Seweryn Chomet, sont menées par le roi George. Le régiment de son fils préféré, le prince Christian-Victor, est posté sur les marches de la chapelle Saint-Georges de Windsor. Elle est réinhumée au cimetière royal de Frogmore après sa consécration le 23 octobre 1928.

## Apparence et personnalité
Son apparence et sa personnalité sont critiquées dans les lettres et les journaux de la reine Victoria, et les biographes ont suivi l'avis de la souveraine. Helena est décrite par John Van der Kiste comme dodue et terne d'apparence, d'un tempérament placide, douée pour les affaires, avec un esprit autoritaire. Par exemple, lors d'une grève nationale des docks, l'archevêque de Cantorbéry compose une prière espérant sa fin rapide. Helena arrive à l'église, examine le programme et, d'une voix décrite par sa fille comme « le murmure pénétrant de la famille royale, qui porte plus loin que n'importe quel mégaphone », remarque : « Cette prière ne réglera aucune grève. ». La princesse Marie-Louise la décrit ainsi dans ses mémoires :
Très jolie, avec des cheveux bruns ondulés, un beau petit nez droit et de jolis yeux ambrés. Elle était très douée : elle jouait du piano de manière exquise et avait un don particulier pour le dessin et la peinture à l'aquarelle. Son don exceptionnel était sa loyauté envers ses amis. Elle était brillamment intelligente, et avait une tête merveilleuse pour les affaires.
La musique est l'une de ses passions : dans sa jeunesse elle joue du piano avec Charles Hallé, Jenny Lind et Clara Butt, qui comptent parmi ses amis personnels, et elle est parmi les premiers membres du Bach Choir de Londres, fondé par le mari de Jenny Lind, l'ancien professeur de piano d'Helena, Otto Goldschmidt. Sa détermination à s'acquitter d'un large éventail de fonctions publiques lui vaut une grande popularité,. Elle représente à deux reprises sa mère aux cérémonies de présentations de débutantes, et sa participation est considérée comme équivalente à une présentation à la reine elle-même.
Helena est très proche de son frère le prince Alfred, qui la considère comme sa sœur préférée. Bien que décrite par ses contemporains comme terriblement dévouée à la reine, au point de ne pas avoir de volonté propre, elle fait activement campagne pour les droits des femmes, un domaine que la reine abhorre. Elle et Béatrice restent les plus proches de la reine jusqu'à la mort de cette dernière. Son nom est le dernier à être écrit dans le journal de la reine.

## Titulature
- 25 mai 1846 - 5 juillet 1866 : Son Altesse Royale la princesse Helena du Royaume-Uni
- 5 juillet 1866 - 17 juillet 1917 : Son Altesse Royale la princesse Helena, princesse Christian de Holstein-Sonderbourg-Augustenbourg
- 17 juillet 1917 - 9 juin 1923 : Son Altesse Royale la princesse Christian

## Honneurs
- 31 mars 1863 : dame de l'ordre royal de Sainte-Isabelle de Portugal[68]
- 1er juin 1872 : Croix du Mérite pour les femmes et filles (en) (Prusse)
- 17 juillet 1874 : dame grand-croix de l'ordre de Sainte-Catherine
- 1er janvier 1878 : dame de l'ordre de la Couronne d'Inde
- 29 avril 1883 : membre de la Croix rouge royale
- 23 mars 1896 : dame de justice du Très vénérable ordre de Saint-Jean
- 10 février 1904 : ordre de la famille royale d'Édouard VII
- 3 juin 1911 : ordre de la famille royale de George V
- 3 juin 1918 : dame grand-croix de l'ordre de l'Empire britannique
- Membre de première classe de l'ordre royal de Victoria et Albert
- Dame de première classe de l'ordre de Louise